# Kommende Süpplingenburg

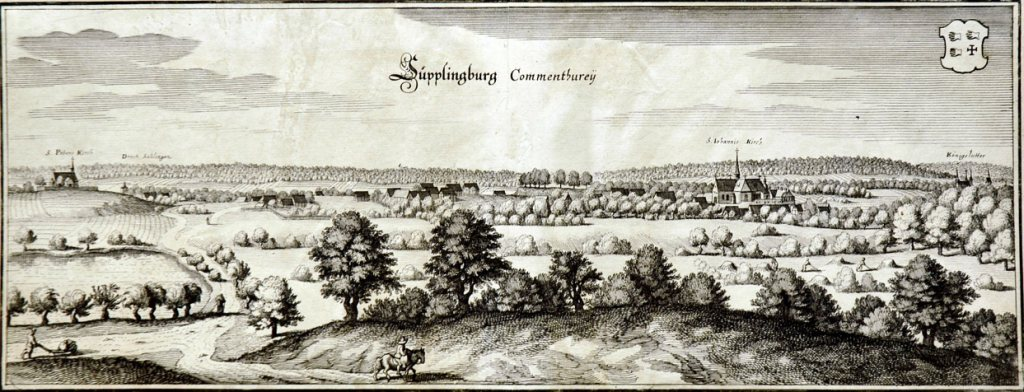
Süpplingenburg um 1650 (Stich von Matthäus Merian)

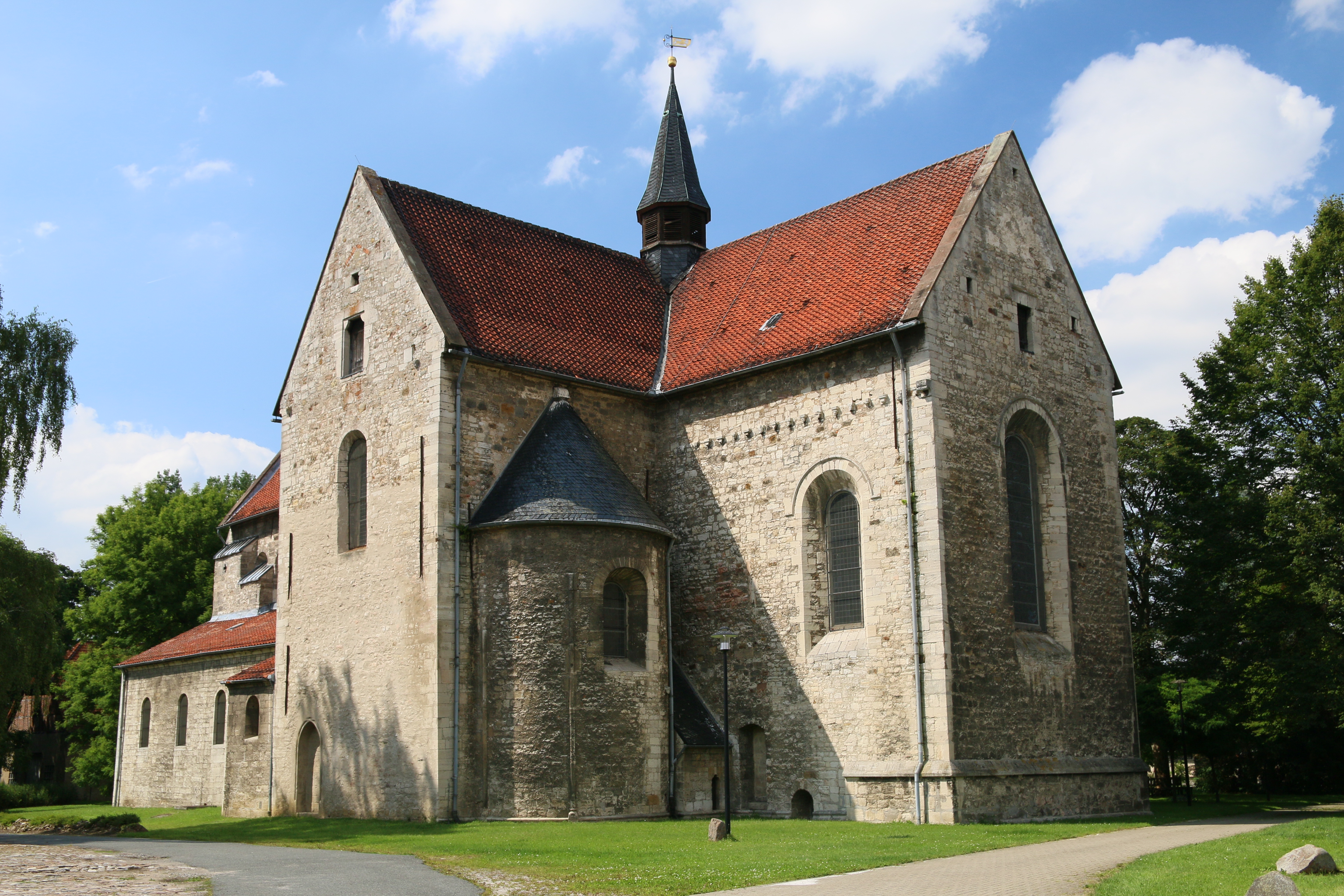
St. Johanniskirche Süpplingenburg

Die Kommende Süpplingenburg war eine Niederlassung des Johanniterordens in Süpplingenburg (Landkreis Helmstedt, Niedersachsen), die zur Ballei Brandenburg des Johanniterordens gehörte. Um 1130 als Kollegiatstift gegründet, wurde sie ab ca. 1170 Kommende des Templerorden (urkundlich erstmals 1245 bezeugt!). Nach der Auflösung des Templerordens 1312 wurde sie formal den Johannitern zugesprochen, die die Kommende jedoch erst 1357 tatsächlich in Besitz nehmen konnten. Sie blieb Kommende der Ballei Brandenburg des Johanniterordens bis 1810, war dann Krondomäne des Königreichs Westphalen und wurde 1814 dem letzten Kommendator (vor 1810) Prinz August von Braunschweig-Wolfenbüttel zurückgegeben. Nach dessen Tod 1820 wurde die Kommende herzoglich-braunschweigisches Kammergut.

## Geschichte

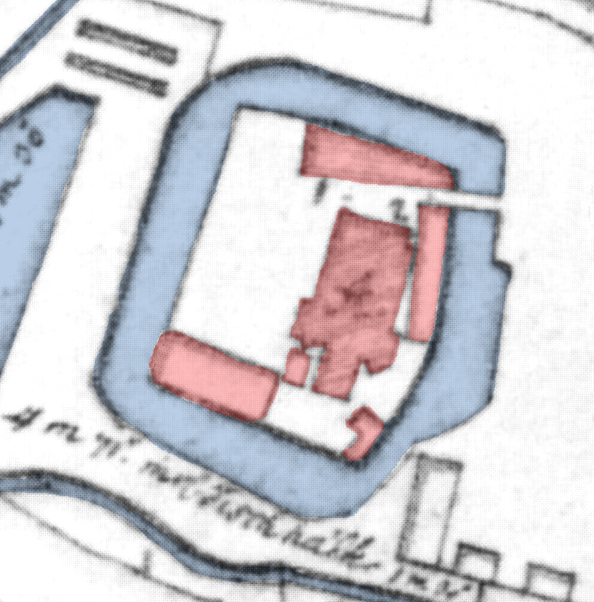
Burg Süpplingenburg auf einer Karte von 1764, im Zentrum die St. Johannis-Kirche

Die im Fürstentum Braunschweig-Wolfenbüttel gelegene Kommende Süpplingenburg entstand aus einer der 14 Burgen, die im Verlauf des 9. bis 12. Jahrhunderts entlang der Schunter angelegt wurden. Sie wurde wahrscheinlich noch im 10. Jahrhundert als Sumpfburg durch Kaiser Otto III. begründet. Im 11. Jahrhundert saß Graf Gebhard auf der Burg Süpplingenburg, der sich nach dieser Burg nannte. Er war der Vater des Lothar von Süpplingenburg, der 1125 zum deutschen König gewählt wurde (ab 1133 Kaiser des Heiligen Römischen Reiches) und auf der Süpplingenburg geboren und aufgewachsen war. Nach älterer Literatur übertrug bereits König Lothar die Süpplingenburg dem Templerorden. Nach neuerer Kenntnis gründete König Lothar hier lediglich ein Kollegiatstift. 1130 wurde auf dem Burggelände der Grundstein zur Stiftskirche St. Johannis gelegt, die 1140 vollendet wurde. Für 1150 ist ein Propst Heinrich nachgewiesen, der mehreren Kanonikern des Kollegiatstiftes vorstand.

### Die Templerkommende Süpplingenburg
Nach derzeitiger Meinung übertrug erst Heinrich der Löwe nach seiner Pilgerfahrt in das Heilige Land 1173 die Süpplingenburg bzw. das Kollegiatstift auf der Süpplingenburg an den Templerorden. Die Templerkommende ist aber erst 1245 urkundlich auch nachgewiesen. 1301 vertauschte Komtur Friedrich von Alvensleben alle Besitzungen des Templerordens in Ellersel (später Wüstung) an das Kloster Althaldensleben. Im selben Jahr erwarb er die Gerichte über das Dorf Süpplingenburg von Herzog Albrecht II. von Braunschweig-Lüneburg. Innerhalb des Templerordens unterstand die Kommende Süpplingenburg dem Präzeptor in Alamannia et Sclavia.
Am 7. Mai 1303 verkaufte Bruder Friedrich Sylvester, Präzeptor der Templer in Deutschland und im Wendland Johannes genannt Felix und Heinrich genannt beim Kirchhof, beide Braunschweiger Bürger, für ein Darlehen von 100 Mark Silber Braunschweiger Gewichts und Währung eine jährliche Rente in Höhe von zehn Mark aus den Ordenshöfen Süpplingenburg und Tempelachim. Sie war jedes Jahr bis zur Rückzahlung des Darlehens zu Martini fällig. Am 14. April 1305 zog der neue Templerpräzeptor Friedrich von Alvensleben die Rente von zehn Mark Silber wieder ein, die sein Vorgänger im Amt am 7. Mai 1303 an Johann Felix und Heinrich vom Kirchhof aus den Höfen Süpplingenburg und Tempelachim verschrieben hatte, und übertrug ihnen stattdessen und gegen Zahlung von weiteren 50 Mark Silbers den Zehnt und sieben Hufen zu Callem (wüst gefallenes Dorf).
1308 bestätigte Herzog Otto von Braunschweig als Kommendator der Kommende Süpplingenburg den Verkauf von zwei Hufen zu Salzdahlum um 32 Mark Silber Braunschweiger Gewichts und Währung an Gerhard Resen, den der Präzeptor Friedrich von Alvensleben getätigt hatte. Die zwei Hufen in Salzdahlum gehörten sehr wahrscheinlich zur Kommende Süpplingenburg.
1312 wurde der Templerorden durch Papst Clemens V. verboten und aufgelöst. Die Güter des Templerordens wurde zumindest in Deutschland formell dem Johanniterorden übertragen. Neben dem Komtur Herzog Otto von Braunschweig lebte zu diesem Zeitpunkt nur noch ein weiterer Ordensbruder namens Luther in der Kommende. Der Wirtschaftshof der Kommende umfasste 20 Hufen. Im Gegensatz zu Frankreich, wo viele Tempelritter sogar auf dem Scheiterhaufen verbrannt wurden, behielt der letzte Templerkomtur Herzog Otto von Braunschweig die Kommende und auch die Einkünfte der curia der Templer auf dem Bohlweg in Braunschweig. Allerdings musste er 1314 auf fünf Hufen in Rethen zugunsten des Kreuzklosters in Braunschweig verzichten, die sich die Kommende wohl zu Unrecht angeeignet hatte. Herzog Otto von Braunschweig, der letzte Templerkomtur, ist bis 1328 auf Süpplingenburg nachweisbar. Wahrscheinlich behielt er die Kommende sogar bis zu seinem Tod 1346. Danach wurde die Kommende quasi von Herzog Magnus I. beschlagnahmt. Nach Sudendorf verkaufte er Schloss Süpplingenburg am 13. Dezember 1347 für 400 Mark Silber Braunschweiger Gewichts an seinen Vetter Herzog Wilhelm II. von Lüneburg, behielt sich aber das Recht vor, die Burg wieder einzulösen.

### Komture des Templerordens
- 1288 Albertus (dictus de Suppelingheborch)[6]
- 1301 Friedrich von Alvensleben, wurde 1303 Präzeptor des Templerordens in Alamannia et Sclavia.
- 1303[2]–1345 (–1346) Herzog Otto von Braunschweig (Sohn von Herzog Albrecht I. von Braunschweig), noch 1345 bei der Erbteilung des 1344 verstorbenen Herzogs Otto des Milden von Braunschweig-Lüneburg wird er als Komtur von Süpplingenburg bezeichnet, er ist um 1346 gestorben.

## Die Johanniterkommende Süpplingenburg
Die Johanniter setzten schon bald nach der formalen Übereignung der Kommende Titularkomture für die Kommende ein. So wird 1333 ein frater heinricus de zupplingin in einer Urkunde des brandenburgischen Markgrafen Ludwig als Zeuge genannt. 1334 wird er ausdrücklich als bruder heinrich von Cuppelingin de Commendur bezeichnet; und als Zeuge in zwei weiteren Urkunden des Markgrafen Ludwig. Er erscheint auch noch in einer Urkunde des Markgrafen Ludwig von 1339 als Zeuge.
Allerdings kamen die Johanniter erst 1357 in den tatsächlichen Besitz der Kommende, indem sie Süpplingenburg gegen Erlegung von 400 Mark reines Silber Braunschweiger Gewichts (quadringentas marcas puri argenti ponderis Bruns) von Herzog Wilhelm II. auslösten. Da Herzog Magnus I. sich immer noch als eigentlicher Eigentümer von Süpplingenburg sah, mussten die Johanniter auch seine Bewilligung zur Einlösung des Pfandes einholen. Magnus I. bestätigte nun diese Einlösung (bzw. de facto Kauf) von Süpplingenburg, behielt sich jedoch die Oberhoheit über die Kommende vor. Außerdem mussten von der Kommende Rossdienste geleistet werden, d. h. im Kriegsfall mussten gerüstete Pferde gestellt werden. Nachdem die Johanniter die Kommende schließlich doch 1357 übernehmen konnten, wurde der Komtursitz in Süpplingenburg umgebaut und zum bevorzugten Aufenthaltsort des Präzeptors der Johanniterballei Brandenburg Hermann von Warberg, eines aus Braunschweig stammenden Adligen. Um 1367 plante er in Süpplingenburg eine Art Großkommende, der die Johanniterniederlassungen in Braunschweig, Gartow, Goslar, Werben und Wietersheim unterstellt oder eingegliedert werden sollten. Möglicherweise sollte Süpplingenburg zum Sitz des Präzeptors (oder Herrenmeisters) für Sachsen, die Mark, Pommern und das Wendland ausgebaut werden. Unter seinem Nachfolger wurden diese Pläne aufgegeben, die Kommenden Gartow, Werben und Wietersheim blieben selbständig. Die Niederlassungen in Braunschweig und Goslar wurden dagegen zu Prioreien herabgestuft. Der St. Johannishof in Braunschweig und auch die Priorei in Goslar wurden der Kommende Süpplingenburg unterstellt.
Am 7. November 1372 konnte Komtur Albrecht von Werberg von Süpplingenburg einen verpfändeten Hof, hinter der Kirche St. Sebastian in Magdeburg gelegen, von Ritter Henning von Steinforde und Heyse, seinem Sohn, für 100 Mark Brandenburgisches Silber wieder einlösen. 1376 nahm Albrecht von Werberg an der Kapitelsitzung im Heimbach teil.
Nach der Auftrennung des Johanniterordens in den evangelisch gewordenen Zweiges der Ballei Brandenburg und dem katholisch gebliebenen, nun Malteserorden genannten Zweig, kam es wiederholt zu Streitigkeiten um die Besetzung der Kommende. So versuchte 1581 die katholische Ordenszentrale des Malteserordens einen katholischen Kommendator einzusetzen, der sich jedoch nicht durchsetzen konnte. Auch im Dreißigjährigen Krieg wechselte mehrmals die Besetzung der Kommende mit einem evangelischen und katholischen Kommendator.

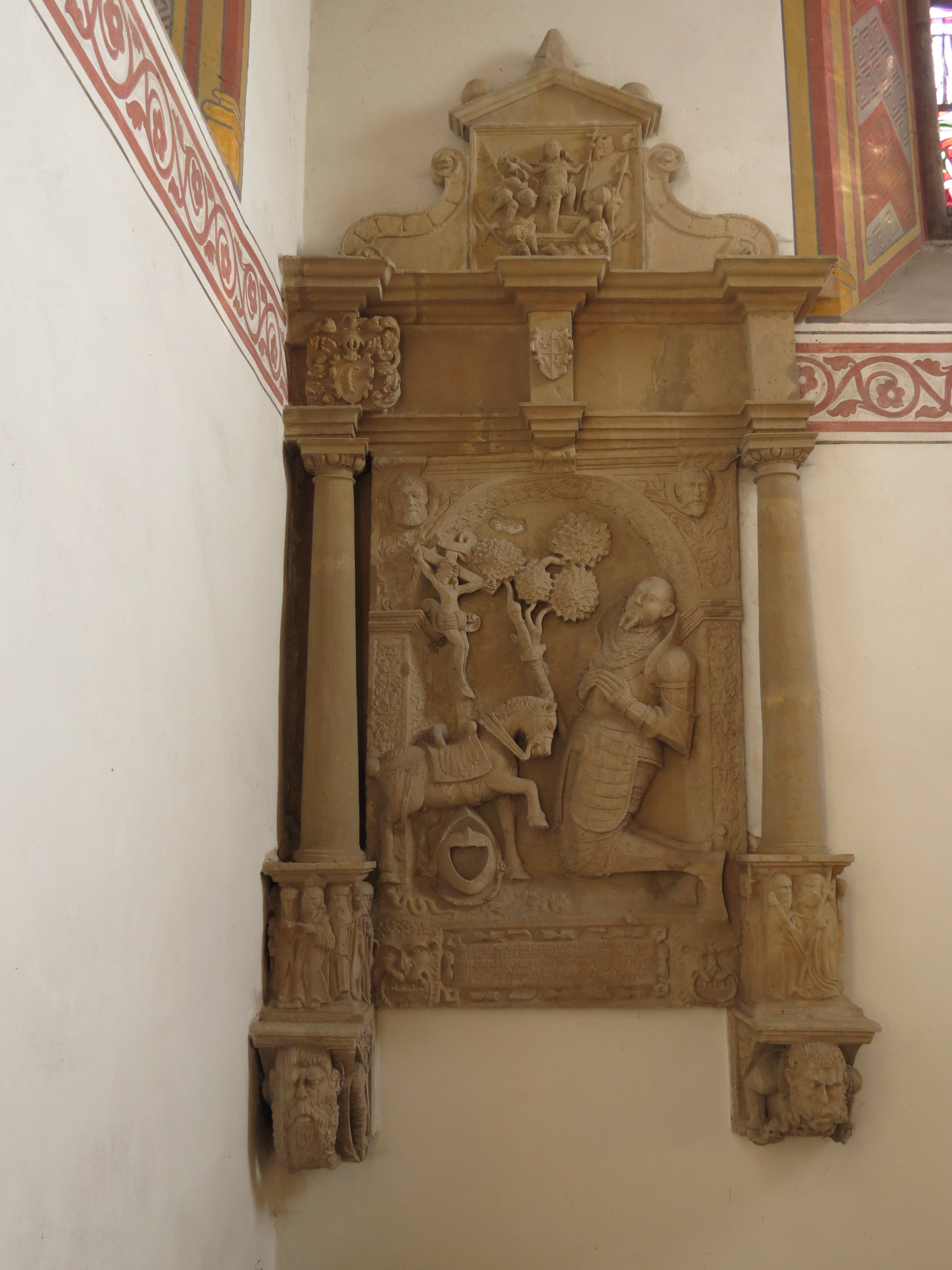
Epitaph des Kommendators Christoph von Bredow († 1577) im Chor der St. Johanniskirche

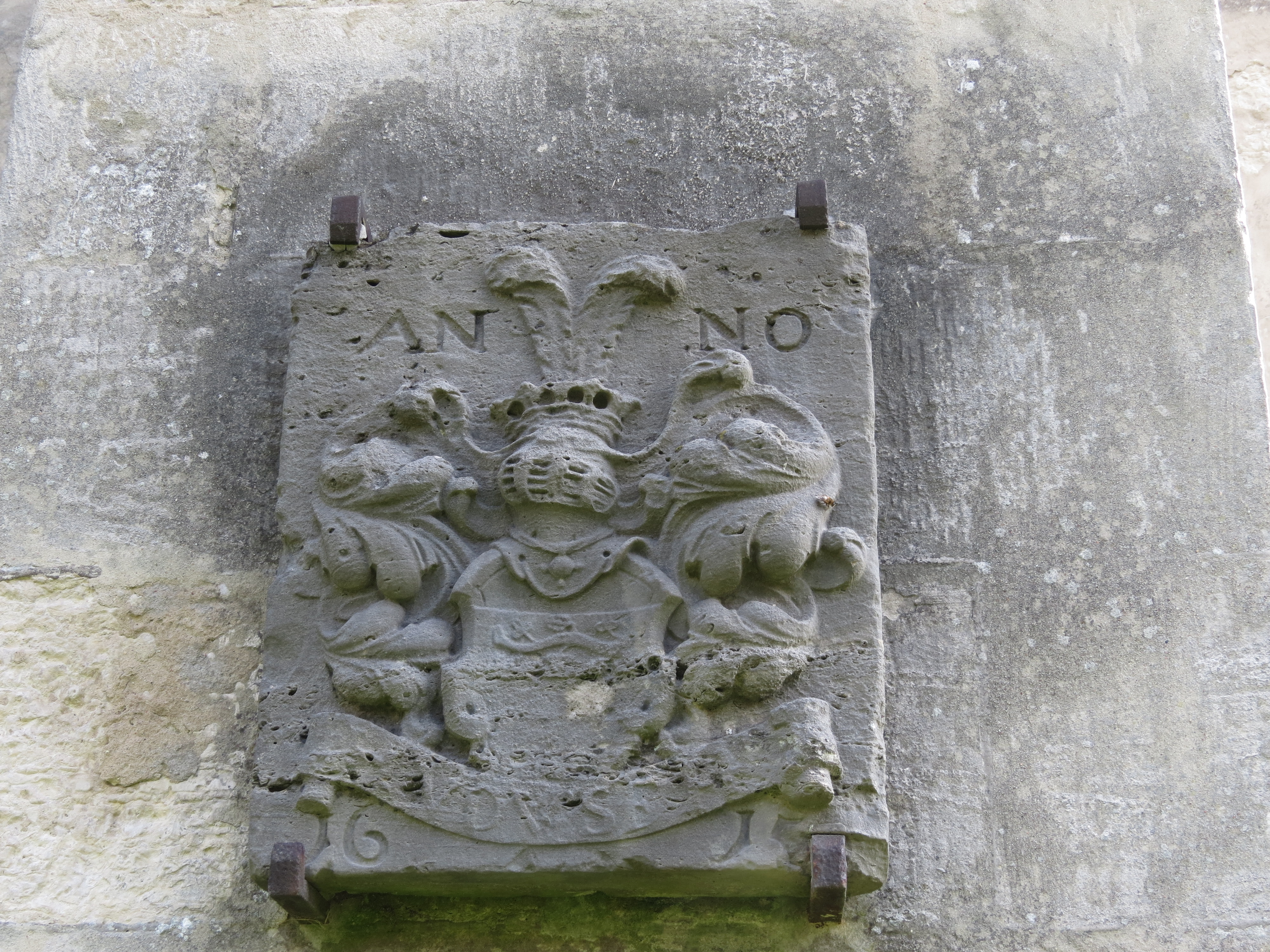
Wappen des Kommendators Philipp Friedrich von Weidensee an der Westseite der Kirche (stammt ursprünglich von einem Burgtor)

## Komture/Kommendatoren
- 1328, 1339 Gerhard von Bortfeld[16]
- 1333–1339 Heinrich, Titularkommendator[16]
- 1340–1356/1357 Hermann von Warberg, Titularkommendator,[16] 1355 Herrenmeister
- 1357 Rudolph von Sachsenberg/Sassenberg[12]
- 1358 Rudolf von Omenshausen[17]
- 1359–1364 Bernhard von der Schulenburg,[18][19] war 1372 Kommendator der Kommende Gartow, 1376 Generalpräzeptor der Ballei Brandenburg (bzw. Herrenmeister), † nach 1392
- 1367 Ulrich Herr von Regenstein[20] war 1360 Kommendator in Schöneck[21]
- 1372–1376 Albrecht von Wereberge/Warberg/Werberg,[22][14] war von 1355 bis 1356, und 1358 bis 1365 Kommendator in Nemerow, war 1366 bis 1370 Kommendator von Schöneck und Wartenberg
- 1382 Heinrich von Heimburg[16]
- 1408 bis 1409 Anno von Heimburg,[23] war von 1399 bis 1403 Kommendator in Lagow
- 1422–1424 Nicolaus von Kolditz, wurde später Komtur von Tempelhof und nach deren Verkauf 1435 Komtur der Kommende Lagow.[24]
- 1435 Engelke Warburg[25]
- 1437, 1438, 1448 Curt von Redern[26][27][28][29][30], er ist 1449 Hauptmann in Schwiebus[31]
- 1449, 1460, 1463–73 Oetranen von Berenfelde[32][31][33][34]
- 1480–1505 Meineke/Maneke von der Schulenburg (1481: Hermoneke[35])
- 1502 (?) Fritz von Schulenburg[36], ein Fritz von Schulenburg war 1468–84 Komtur in Werben
- (ohne Datum) ? Achim von Holsten[37] (war 1552–72 Komtur in Nemerow)
- 1535–1551 Mathias Diricke
- um 1551 Hans von Heringen
- 1566–1577 Christoph von Bredow[38][39] † 1577 in Süpplingenburg und in der dortigen St. Johannis-Kirche begraben.
- 1578 (?) – 1591 Antonius von Wereberge, † 1591[24]
- 1581 Moritz Lesch von Mühlheim, katholischer Kommendator, konnte sich nicht durchsetzen[40]
- 1591 Nicolas von Kolowrath, Herr zu Petersberg und Ravenstein,[41] † 1599
- 1601–1620 Philipp Friedrich von Weidensee
- 1620–1643 Hans Wolf von der Heyden, kurbrandenburgischer Obrist und Kammerherr sowie Amtshauptmann von Tangermünde und Burgstall, er war 1615 zum Johanniterritter geschlagen worden,[42] † 7. Dezember 1643
- 1644–1656 Georg Ehrentreich von Burgsdorff, Oberstallmeister und Kammerherr sowie Obrist und Gouverneur der Festung Küstrin, war 1626 vom damaligen Herrenmeister Graf von Schwarzenberg zum Johanniterritter geschlagen worden,[43] † 2. März 1656 in Küstrin
- 1658 Christoph Caspar Freiherr von Blumenthal, Geheimer Staats- und Kriegsminister, Kammerherr und Hauptmann zu Lehnin, Dompropst in Brandenburg an der Havel, Erbherr auf Pröttlin, Stavenow, Pretschen und Neuendorf, wurde am 10. Dezember 1652 vom Herrenmeister Johann Moritz von Nassau zum Johanniterritter geschlagen,[43] † 1689
- 1690–1735 Herzog Ludwig Rudolph zu Braunschweig-Wolfenbüttel, † 1. März 1735 in Braunschweig
- 1735–1737 Erdmann Freiherr von Stein, war am 19. März 1696 zum Ritter geschlagen worden
- 1737–1788 Herzog Ludwig Ernst zu Braunschweig, wurde am 26. Oktober 1735 zum Ritter des Johanniterordens geschlagen[39]
- 1788–1790 Friedrich Otto Leopold Reichsgraf von Finckenstein (* 16. September 1717), Oberst und Generaladjutant, Erbherr auf Trebbichow bei Crossen, † 16. November 1790
- 1790–1810, 1814–1820 Prinz August zu Braunschweig-Wolfenbüttel (* 18. August 1770), wohnt zu Nordheim im Hannoverschen, eingeführt am 16/17. Oktober 1790[44][45], † 1820

Der General und Festungskommandant zu Königsberg Viktor Amadeus Henckel von Donnersmarck galt um 1764 als designierter Komtur zu Süpplingenburg.
Der preußische Kammerherr und Oberhofmarschall Friedrich von Dörnberg (1754–1804) wird in allen genealogischen Quellen als Komtur von Supplingenburg geführt.

## Pächter
Die Kommende war seit Anfang des 18. Jahrhunderts meist verpachtet und blieb auch nachdem sie Kammergut wurde in Verpachtung.
- 1723–1727 Amtmann Jacob Deneken
- 1727–1739 Amtmann Lüders
- 1739–1741 unter der direkten Verwaltung des Kommendator
- 1741–1778 Julius Deneke
- 1778–1796 Amtsrat Maximilian Cleve, Schwiegersohn des Julius Deneke
- 1796–1814 Amtsrat Kamlah
- 1814–1817 Ökonom Georg Ludwig Ernst
- 1818–1848 Hartwig Cleve, Sohn des Maximilian Cleve
- 1848–1880 Amtsrat Cleve, Sohn des Hartwig Cleve
- 1887–1915 Amtsrat August Cleve
- 1915–1928 Heinrich Korfes
- 1928–1965 August Wolters

Zur Johanniterkommende Süpplingenburg gehörte auch das Dorf Groß Steinum. 1765 hatte das Gut der Kommende Süpplingenburg 744 Morgen Äcker, 164 Morgen Wiese, 14,5 Morgen Gärten und 55 Morgen Teiche, insgesamt also 977,5 Morgen. 1943 wird die Größe dann mit 314 ha angegeben. 1880 hatte die Domäne nach der Separation eine Größe von 1252 Morgen. Am Ende des 18. Jahrhunderts sollen die Erträge der Kommende nach Büsching jährlich etwa 2.000 Talern betragen haben, nach Krünitz dagegen 3.400 Taler.

## Domäne Süpplingenburg
1807 wurde das Fürstentum Braunschweig-Wolfenbüttel in das neu entstandene napoleonische Königreich Westphalen eingegliedert. 1810 wurde der Besitz der Kommende Süpplingenburg verstaatlicht und als Domäne dem Orden der Westphälischen Krone überwiesen, der von Jérôme Bonaparte (König Hieronymus I.), dem Bruder Napoleons und einzigen König des kurzlebigen Königreichs Westphalen, gestiftet wurde. Mit der Verleihung des Ordens war eine jährliche Apanage verbunden, die aus den Einkünften der Ordensdomänen bestritten wurde. Mit der Auflösung des Königreichs Westphalen ab 1813 und der Begründung des Herzogtums Braunschweig 1814 wurde die Kommende unter Angliederung des Amtsvorwerks Schickelsheim an den vorherigen Kommendator Herzog August von Braunschweig-Wolfenbüttel zurückgegeben. Nach dessen Tod 1820 wurde die Kommende Süpplingenburg herzogliches Kammergut. Sie blieb Staatsdomäne bis 1965.

## Bauten
Die Kirche des Kollegiatstifts, der Templer- und der späteren Johanniterkommende ist eine dreischiffige, ursprünglich flachgedeckte Pfeilerbasilika mit Querhaus (mit jeweils einer Apsis) und einem Chorhaus mit geradem Ostschluss. Eine Besonderheit stellt das Gewölbe des südlichen Querhausarmes dar. Auf den Gewölberippen bilden vier Reliefkreuze ein Kruckenkreuz, eines der Ordenszeichen der Templer. In der Mitte des 13. Jahrhunderts wurde sie von den Templern eingewölbt. Eine ursprüngliche Gangkrypta wurde von ihnen zugeschüttet.
1615 brannten die Komtureigebäude ab. Der Komtur Philipp Friedrich von Weidensee und seine Frau konnten sich aus dem brennenden Komtureigebäude nur dadurch retten, dass sie sich an einem Strick aus einem Fenster abseilten.